# Sinnbus
Sinnbus ist ein Berliner Musiklabel, Musikverlag, Konzertveranstalter und PR-Agentur in den Genres Post-Rock, Post-Punk, Indie-Rock und Elektro.

## Geschichte

### Anfänge
Sinnbus als Bandkollektiv wurde Ende 2000 in Berlin von befreundeten Mitgliedern der Bands Seidenmatt, Nyorna Quenz, RotoR, Torchous, kam:as, Delbo, Kate Mosh und Beach gegründet. 
Zu Beginn wurden Konzerte, Festivals und Aktionen in Berlin veranstaltet, darunter „Sinnbus Signale“, „Sinnbus The Battle“, „Sinnbus der Seefahrer“ und das Fahrradrennen „Rund ums Heizkraftwerk“.

### Das Label „Sinnbus“
Ein Label zu werden, war ursprünglich nicht geplant, mehr hatten Sinnbus die Intention, befreundete Bands und deren Ideen zu verwirklichen. Trotzdem übernimmt Sinnbus ab 2003 Labelaufgaben und besteht seit 2004 offiziell als GbR. Die Personenkonstellation verändert sich zweimal; seit 2008 sind Uwe Bossenz, Martin Eichhorn, Peter Gruse und Daniel Spindler die Gesellschafter. Seit 2012 ist Laureen Kornemann mit im Team.
Die Labelarbeit begann mit der Veröffentlichung des ersten Seidenmatt-Albums Wasserluft. Mit der Veröffentlichung des ersten Bodi Bill Albums No More Wars und der einhergehenden Aufmerksamkeit, beschlossen Daniel Spindler und Peter Gruse, Vollzeit für das Label zu arbeiten.
Mittlerweile vertritt das Label nationale Bands wie Bodi Bill, Hundreds, Me and My Drummer, Miss Kenichi, The/Das und internationale Bands wie Einar Stray Orchestra, Dekker, Rue Royale und We Are the City.

## Musiker
- Alarma Man
- Ampl:tude
- Audrey
- Barra Head
- Beach
- Bodi Bill
- Close Talker
- Dekker
- Einar Stray Orchestra
- Honey for Petzi
- Hundreds
- I Might Be Wrong
- Jan Roth
- Jn Fischer ERF
- Kam:as
- Miss Kenichi
- Kate Mosh
- Kind of Dusk
- Kinn
- La Boum Fatale
- Loupe
- LSSNS
- Masonne
- Mayuko
- Mildfire
- Me and My Drummer
- Mimas
- Monotekktoni
- My Bubba & Mi
- Odd Beholder
- Pantasz
- Rue Royale
- Sandra Kolstad
- SDNMT
- Ter Haar
- The/Das
- The Day
- Toboggan
- Torchous
- Troy Von Balthazar
- UNMAP
- We Are the City
- We Vs. Death
- We Will Kaleid
- Yeah But No